# Tennis (banda)
Tennis es un grupo de indie pop de Denver, Colorado. El grupo está formado por el matrimonio Alaina Moore y Patrick Riley, y lanzó su álbum debut, Cape Dory en 2011. Su segundo álbum, Young & Old se lanzó el año siguiente. Desde entonces han lanzado Ritual and Repeat (2014), Yours Conditionally (2017) y Swimmer (2020).

## Origen
Alaina Moore (9 de mayo de 1985) y Patrick Riley (9 de septiembre de 1986) se conocieron en una clase de filosofía mientras ambos estudiaban en la Universidad de Colorado, Denver en el 2008. La pareja formó la banda después de volver de una expedición marítima a bordo del Eastern Atlantic Seaboard después de su graduación. Moore había planeado inicialmente estudiar derecho. Las canciones de su primer álbum nacieron de sus experiencias en esta travesía. Antes de formar Tennis, Moore tenía experiencia musical al haber cantado en coros de iglesia durante su juventud.

## Carrera

### 2010–2013:Cape Dory,Young & Old
Sus primeros trabajos, ambos en julio de 2010, fueron el EP "Baltimore" bajo el sello Underwater Peoples y el sencillo "South Carolina" con el sello Fire Talk. Tennis lanzó su primer álbum de estudio, Cape Dory bajo el sello Fat Possum Records en enero de 2011. El álbum, que llegó a aparecer en NPR, estaba basado en las experiencias de la pareja en su viaje en el mar.
Durante su primer tour, James Barone tocó la batería.
Su segundo álbum, Young & Old, se lanzó bajo el sello Fat Possum Records el 14 de febrero de 2012, producido por Patrick Carney de The Black Keys, precedido por el sencillo "Origins", que fue lanzado bajo el sello Forest Family Records el seis de diciembre de 2011.
Tennis lanzó un número de covers (en formato digital) como sencillos durante el 2011-2012, incluyendo versiones de "Tell Her No" por the Zombies, "Is It True?" por Brenda Lee, "Tears in the Typing Pool" por Broadcast y "Guiding Light"  por Television.
American Songwriter nombró a Tennis como "Escritor de la Semana" en la semana del 23 de abril de 2012.
El grupo hizo varias apariciones en televisión en 2012, tocando "Origins" en The Tonight Show with Jay Leno el 21 de marzo, "It All Feels the Same" en Late Night with David Letterman en abril 9, y "My Better Self" y "High Road" en Conan el 25 de julio.

### 2014–2015:Small Sound,Ritual In Repeat
En noviembre de 2013, Tennis lanzó un EP con cinco canciones titulado Small Sound en Communion Records. Un avance del mismo fue publicado en Pitchfork Advance el 29 de octubre de 2013. En mayo de 2014, la banda hizo de telonero del grupo Haim en su tour de primavera por Norteamérica.
Su tercer álbum, Ritual In Repeat, se lanzó en septiembre de 2014, consiguiendo el aplauso de la crítica. Hablande sobre el álbum, NPR Fresh Air's Terry Gross dijo: "Se puede reinventar el pop más vivo del pasado? ...Tennis hace justo eso con su tercer álbum, Ritual in Repeat", mientras que el crítico de NPR, Milo Miles, dijo: "Sobre Ritual in Repeat, es como si Moore and Riley descubireran como el latín antiguo, o en este caso, estilos de pop ya muertos, son su lenguaje natural".
Barone dejó el grupo en 2015.
El 29 de marzo de 2015, Tennis tocó en el festival Burger Records' Burgerama 4 en Santa Ana, California, y dos canciones tocadas en el escenario, "I'm Callin" y "Never Work for Free", aparecieron el 7 de mayo en un episodio de Last Call with Carson Daly.
 Tennis fue también seleccionado para tocar el 1 de abril de 2015 en el Ace Hotel en Los Ángeles para el evento: "The Music of David Lynch", organizado por la Fundación David Lynch.

### 2016–Presente:Yours Conditionally
A principios de 2016, Moore y Riley comenzaron otro viaje por el Océano Pacífico, con el objetivo de ganar inspiración para su nuevo álbum, siendo sus experiencias escritas en un blog por Urban Outfitters.
El cuarto álbum de la banda, y el primero producido por ellos mismos, Yours Conditionally, se lanzó al mercado el 5 de marzo de 2017, bajo el propio sello de la banda, Mutually Detrimental. El club de música Vinyl Me, Please escogió Yours Conditionally como "álbum del mes", y el álbum debutó en el número 3 en Billboard's Alternative Albums chart y n.º 2 en the Vinyl Albums chart.
Tennis en tocó 2017 en el Festival de Música y Artes de Coachella Valley, y fue telonero de Spoon y the Shins.

## Miembros
Miembros actuales
- Alaina Moore - voz, teclado, guitarra (2010–presente)
- Patrick Riley - guitarra, bajo (2010–presente)

Exmiembros
- James Barone - batería (2011-2015)

## Discografía

### Álbumes de estudio
- Cape Dory (Fat Possum, enero de 2011)
- Young & Old (Fat Possum, febrero de 2012)
- Ritual in Repeat (Communion, septiembre de 2014)
- Yours Conditionally (Mutually Detrimental, marzo de 2017)
- Swimmer (Mutually Detrimental, febrero de 2020)
- Pollen (Mutually Detrimental, febrero de 2023)

### EPs
- Small Sound (Communion, noviembre de 2013)

### Sencillos
- "Baltimore" (Underwater Peoples, julio de 2010)
- "South Carolina" (Fire Talk, julio de 2010)
- "Is It True?" (auto-editado, junio de 2011)
- "Tell Her No" (auto-editado, octubre de 2011)
- "Tears in the Typing Pool" (auto-editado, diciembre de 2011)
- "Origins" (Forest Family, diciembre de 2011)
- "My Better Self" / "Petition" (ATP, mayo de 2012)
- "Guiding Light" (auto-editado, septiembre de 2012)
- "I'm Callin'" (Communion Records, agosto de 2014)
- "Ladies Don't Play Guitar" (Mutually Detrimental, agosto de 2016)
- "In the Morning I'll Be Better" (Mutually Detrimental, diciembre de 2016)
- "My Emotions Are Blinding" (Mutually Detrimental, febrero de 2017)